# Arrondissement Vervins
Vervins is een arrondissement van het Franse departement Aisne in de regio Hauts-de-France. De onderprefectuur is Vervins.

## Kantons
Het arrondissement was tot 2014 samengesteld uit de volgende kantons:
- Kanton Aubenton
- Kanton La Capelle
- Kanton Guise
- Kanton Hirson
- Kanton Le Nouvion-en-Thiérache
- Kanton Sains-Richaumont
- Kanton Vervins
- Kanton Wassigny

Na de herindeling van de kantons in 2014, met uitwerking in maart 2015 zijn dat:
- Kanton Guise
- Kanton Hirson
- Kanton Marle  (deel 23/65)
- Kanton Vervins

## Demografie
In 1814 telde het arrondissement 100.111 inwoners. In 2018 waren dit 73.006 inwoners.